# 苏拉伊德
苏拉伊德（法語：Souraïde，法語發音：[suʁa.id]）是法国大西洋比利牛斯省的一个市镇，位于该省西部，属于巴约讷区和巴斯克地区城市公共社区。

## 地理
苏拉伊德（43°20'31"N, 1°28'29"W）面积16.86 平方千米，位于法国新阿基坦大区大西洋比利牛斯省，该省份为法国东南部省份，涵盖了贝阿恩与北巴斯克，西临大西洋比斯開灣，北至朗德省，东北接热尔省，东临上比利牛斯省，南与西班牙接壤。
与苏拉伊德接壤的市镇（或旧市镇、城区）包括：艾诺阿、埃斯珀莱特、尼韦勒河畔圣佩、于斯塔里茨。
苏拉伊德的时区为UTC+01:00、UTC+02:00（夏令时）。

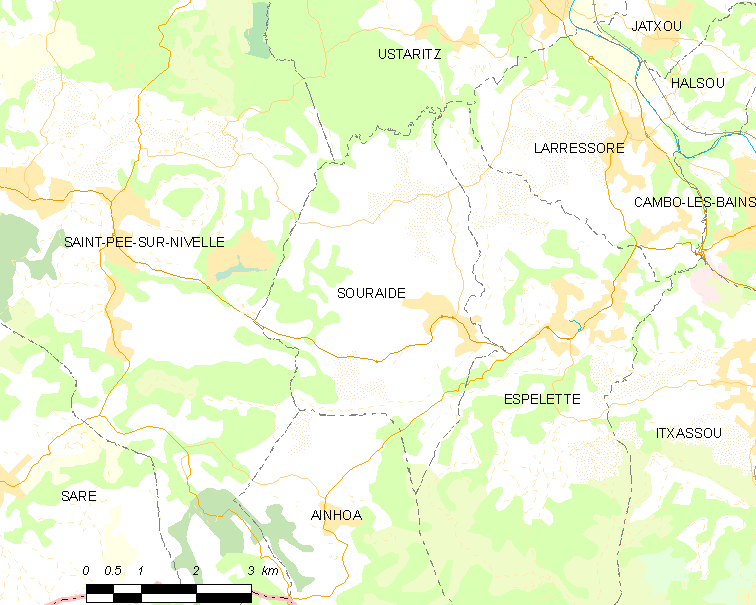
苏拉伊德的OSM定位图

## 行政
苏拉伊德的邮政编码为64250，INSEE市镇编码为64527。

## 政治
苏拉伊德所属的省级选区为巴伊古拉-蒙达兰县。

## 人口

1962-2008年间苏拉伊德人口变化图示

苏拉伊德于2022年1月1日时的人口数量为1489人。